# Överturingen
Överturingen är en tidigare småort i Haverö distrikt (Haverö socken), Ånge kommun, Västernorrlands län (Jämtland). Vid småortsavgränsningen 2015 fanns färre än 50 invånare inom området och småorten upplöstes.

## Historia
Historiskt har Turingsbyarna, tillhört Jämtland och under vissa tider Norge. Turingen hörde först till Bergs socken och därefter till Rätans socken. I och med freden i Brömsebro 1645 kom Jämtland att tillhöra Sverige och det blev därmed möjligt för Turingsborna att bege sig till Haverö socken utan att passera riksgränsen. År 1689 erhölls kyrkogångsrätt i Haverö kyrka. Turingsborna behöll emellertid sin rätt att även gå till Rätans kyrka. Man hade sålunda att välja mellan två kyrkor för sina kyrkliga förrättningar. Först år 1890 överflyttades Turingsområdet helt till Haverö församling och därmed till Västernorrlands län. Någon ändring av landskapsgränsen har dock aldrig skett utan både Överturingen och Ytterturingen hör till Jämtland. Gränsen till Medelpad går omedelbart öster om Ytterturingen.
Enligt traditionen har bebyggelsen skett från Jämtland. Snorre Sturlasson berättar i sina kungasagor Heimskringla att en man, Tore Helsing, sonson till Kettil Jamte, för en dråpsaks skull flydde från Jämtland och mycket folk med honom. Det omtalas att flyktingarna följde Ljungans dalgång genom Haverö, där mycket av folket bosatte sig.
Byn Turingen har en lång historia, och först i senare tid har byn delats upp i två skifteslag, Överturingen och Ytterturingen.